# Rodrigo Cuevas González
Rodrigo Cuevas González (Oviedo, 1985) és un artista multidisciplinar, cantant, compositor, acordionista, percussionista, DJ i presentador de televisió.

## Biografia
Cuevas va néixer a Oviedo, Astúries. Va estudiar piano i tuba al Conservatori Superior de Música Eduardo Martínez Torner (CONSMUPA). Més endavant va estudiar sonologia a l'Escola Superior de Música de Catalunya (Esmuc) a Barcelona.
Va formar part de La Dolorosa Compañía, un duo musical que interpretava copla freak-pop. Aquest grup estava format per Lúa Gándara i el mateix Cuevas a l'acordió. Els dos intèrprets s'identificaven amb els àlies Jimena Fernández i Fernando Jiménez, respectivament.
 Els seus avis son de origen gallec.
En la seva música i en els espectacles, Rodrigo Cuevas incorpora bases electròniques a la música tradicional, i es vesteix amb roba rural barrejada amb un estil de cabaret i pin-up. És conegut com el Freddie Mercury del folklore asturià.

### Primeres publicacions
El 2012 va publicar el disc Yo soy la maga, en el qual feia una revisió de cançons tradicionals gallegues. El 2016 Prince of Verdicio, en el qual s'incloïa la cançó que el va donar a conèixer entre el gran públic: “El ritmu de Verdiciu”. En aquest tema fusionava la cançó tradicional asturiana “Soy de Verdicio” amb “Ritmo de la noche” la cançó discotequera dels noranta del grup belga Mystic.
En 2017 va publicar un EP d'homenatge al cantant Tino Casal. En el qual s'inclouen dues versions d'aquest artista asturià, Embrujada i Pánico en el Edén. En aquesta última cançó, va comptar amb la col·laboració de Mari Luz Cristóbal Caunedo i Femme Estupenda, entre uns altres.

### Espectacles
El 2014 va estrenar el seu primer espectacle Electrocuplé en el qual fusionava la cançó tradicional asturiana amb la copla, el cabaret i el burlesque. Amb Electrocuplé, Rodrigo Cuevas va fer més de cent concerts per tot Espanya.
El 2017 va presentar el seu segon espectacle, El Mundo per Montera, al Teatro de la Laboral de Gijón, en el qual combinava el món tradicional i rural amb l'urbà, excèntric, crític i tecnològic. Va fer gires d'aquest espectacle fins al 2019.
El 2019 va publicar el disc Manual de Cortejo en col·laboració amb Raül Refree en el qual incloïa la cançó Rambal en homenatge al transformista de Gijón assassinat el 1976, Alberto Alonso Blanco (Rambal). Inclou, a més, una versió del gènere de la copla, El día que nací yo, original de 1936 cantat per Imperio Argentina a la pel·lícula Morena Clara. També va estrenar el seu tercer espectacle, Trópico de Covadonga, del qual és el protagonista i director. Hi aborda el concepte del temps i els cicles de l'any en format de cancioner popular contemporani. A les històries i cançons folklòriques hi afegeix codis musicals actuals, a més d'humor, performance i electrònica. Aquest espectacle està produït per Raül Refree.
| «                                              | Les barreres entre l’alta i la baixa cultura només les veiem nosaltres. No existeixen realment | » |
| — Rodrigo Cuevas, Núvol, Ona Falcó, 19.03.2021 |                                                                                                |   |

### Altres projectes i col·laboracions
El 2016 va ser ambaixador de la Sidra d'Astúries amb Denominació d'Origen Protegida.
Durant la Setmana de l'Audiovisual Contemporani d'Oviedo (SACO) de 2017 es va presentar el documental sobre la seva vida, Rodrigo Cuevas. Campo y tablas, dirigit per Manuel García Postigo y Ojos de Hojalata, i produït per Álex Zapico. El 2017, Rodrigo Cuevas va ser el mestre de cerimònies del Festival Internacional de Cinema de Gijón i dels premis Oh! de les Arts Escèniques d'Astúries.
El 2018 va crear la música per a l'obra Teatral Sidra en Vena de Montgomery Entertainment, escrita i dirigida pel dramaturg Juanma Pina. També va protagonitzar el musical Horror, el show que nunca se debió hacer, en el qual interpretava el paper de Frank-N-Furter. Aquest musical era un homenatge a la sèrie de televisió nord-americana American Horror Story. El 2018 va presentar el programa El Camí per al canal autonòmic d'Astúries, TPA, en el qual recorria les etapes del Camí de Santiago del Principat d'Astúries.
Durant el confinament per la pandèmia de COVID-19, l'abril de 2020, Cuevas va gravar un vídeo homenatge a Rambal, Rambalín en quarantena, per commemorar el 34è aniversari del seu assassinat. Va comptar amb la col·laboració dels músics Mapi Quintana, Rubén Bada, Tino Cuesta i Juanjo Díaz i de la pintora i cantant Leticia Baselgas. Cuevas també va exercir com a disc-jockey amb l'àlies artístic Frixuelo de Sangre DJ. El 2021, va fundar l'associació La Benéfica, Astúries, juntament amb Sergi Martí i Nacho Somovilla amb la intenció de crear un centre d'arts vives per a l'expressió artística cultural, l'acció comunitària i la lluita contra l'abandó i la despoblació de les zones rurals a l'edifici de l'antiga Benéfica de Piloña, la Sociedad de Socorro Mutuo.

## Discografia

### EP
- 2012: Yo soy la maga
- 2016: Prince of Verdiciu
- 2017: Embrujada/Pánico en el Edén

### Senzills
- 2016: Verdiciu
- 2016: Toro Barroso
- 2018: Embrujada
- 2019: El Día Que Nací Yo
- 2019: Muiñeira para a Filla Da Bruxa

## Reconeixements
El 2017 va rebre el Premi AMAS al millor artista revelació. Al març d'aquest mateix any va ser nomenat Asturià del Mes per la Nova Espanya. Un any després va ser premiat amb l'Urogallo al personatge popular pel Centre Asturià de Madrid.
El 2019 va rebre una Residència de Producció del Programa d'Arts Escèniques en Residència de Laboral Ciutat de la Cultura de Gijón pel seu xou Trópico de Covadonga. Aquest mateix any va rebre el Premi GAVA de l'Associació Clúster de la Indústria Creativa, Cultural i Audiovisual d'Astúries al Millor Presentador de TV per la seva participació al programa El Camino.
El 2020 va ser guardonat, juntament amb el col·lectiu musical “Muyeres”, el grup de teatre “Nova” i el geòleg Luis Miguel Rodríguez Terente, amb el Premi Yumper pels valors humans. L'any següent va ser reconegut amb el Premi Ojo Crítico de Música Moderna atorgat per Ràdio Nacional d'Espanya. I també va guanyar el Premi Serondaya a la Innovació Cultural 2021 en la categoria d'Arts.